# Gluphisia crenata
Gluphisia crenata (глуфізія осикова) — вид метеликів родини Зубницеві (Notodontidae).

## Поширення
Вид поширений в Європі, Росії, Китаї та Японії. Він також зустрічається в Північній Америці, де він традиційно розглядається як окремий вид Gluphisia septentrionis.

## Опис
Розмах крил становить 28-34 мм. Літає з квітня по серпень. Є два покоління в залежності від місця проживання. Личинки живляться листям видів тополі (Populus), таких як тополя чорна (Populus nigra), тополя бальзамічна (Populus balsamifera), осика (Populus tremula), та верби пурпурової (Salix purpurea).

## Підвиди
- Gluphisia crenata crenata
- Gluphisia crenata crenosa (Hubner, 1796)
- Gluphisia crenata tristis Gaede, 1933 (Китай: Сичуань)
- Gluphisia crenata meridionalis Kiriakoff, 1964 (Китай: Юньнань)

## Синоніми
- Bombyx crenata Esper, 1785
- Gluphisia rurea Fabricius, 1787
- Bombyx crenosa Hubner, 1796
- Gluphisia crenata danieli Kobes, 1970
- Gluphisia septentrionis Walker, 1855
- Dasychira clandestina Walker, 1861
- Gluphisia trilineata Packard, 1864
- Gluphisia ridenda Edwards, 1886
- Gluphisia formosa Edwards, 1886
- Gluphisia albofascia Edwards, 1886
- Gluphisia rupta Edwards, 1886
- Gluphisia quinquelinea Dyar, 1892
- Gluphisia japonica Wileman, 1911
- Gluphisia crenata ab. amurensis Grunberg, 1912
- Gluphisia crenata ab. tartarus Schawerda, 1919
- Gluphisia crenata ab. vertunea Derenne, 1920
- Gluphisia crenata ab. infuscata Matsumura, 1924
- Gluphisia septentrionis f. opaca Barnes & Benjamin, 1927
- Gluphisia crenata ab. albina Lucas, 1955
- Gluphisia crenata f. variegata Lempke, 1959